# Мумия из Сан-Андреса

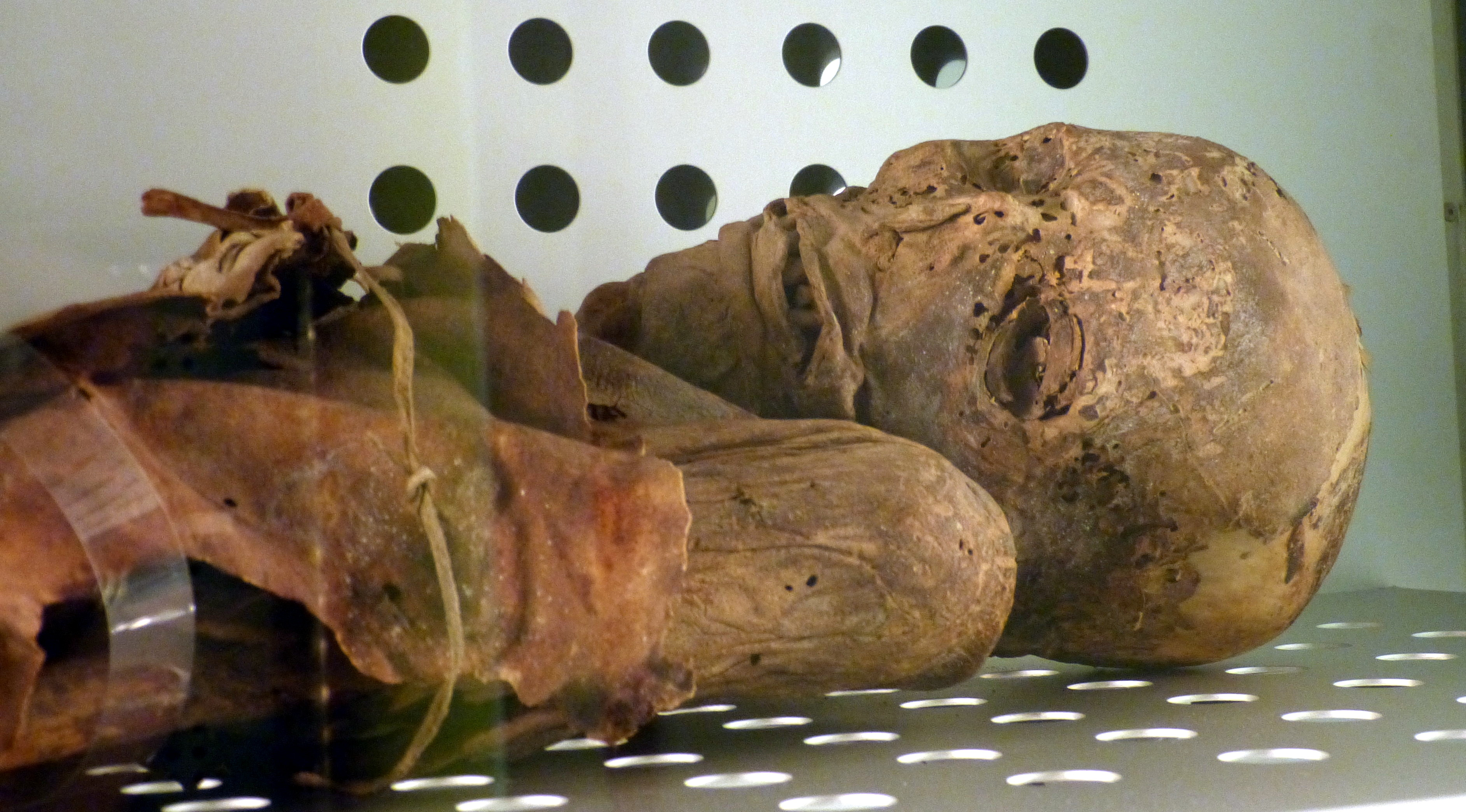
Мумия из Сан-Андреса

Мумия из Сан-Андреса — мумия культуры гуанчей (древних аборигенов Канарских островов).
Одна из лучше всего сохранившихся мумий гуанчей и одна из немногих, имеющих собственное имя, отсылающее к месту обнаружения мумии. Мумия принадлежит мужчине 25—30 лет, она обернута шестью полосами козлиной кожи. Мумия была найдена в пещере в овраге недалеко от деревни Сан-Андрес на острове Тенерифе. Место, где была обнаружена мумия, богато археологическим материалом. Предполагается, что мумия принадлежала одному из менсеев (местных королей), либо кому-то из высокопоставленных гуанчей.
Точный год находки этой мумии неизвестен. Она была выставлена в Музее природы и человека в Санта-Крус-де-Тенерифе в 1958 году и находится там до настоящего времени. Считается самой известной и лучше всего сохранившейся мумией гуанчей.